# Новокаледонский антропологический тип
Новокаледо́нский антропологи́ческий тип — один из вариантов меланезийской расы, выделенный в классификациях некоторыми учёными. Представлен среди канаков — аборигенного населения Новой Каледонии. Присутствует в том числе в классификации Г. Ф. Дебеца, в которой новокаледонский вместе с папуасским и собственно меланезийским антропологическими типами включается в состав меланезийской малой расы океанической ветви большой негро-австралоидной расы.
В сравнении с остальными типами меланезоидов новокаледонский антропологический тип характеризуется несколько бо́льшим сходством его признаков с особенностями австралоидной и тасманийской рас. В целом у представителей новокаледонского типа отмечаются такие отличия от прочих популяций меланезийской расы, как:
- распространение узковолнистых и умеренно курчавых чёрных волос;
- сильнее развитый третичный волосяной покров на теле;
- сравнительно толстые губы и широкий рот;
- более покатый лоб и сильно развитый надбровный рельеф черепа;
- сильно развитый прогнатизм;
- относительно узкое лицо;
- крайне широкая форма носа с уплощённым переносьем;
- более высокий рост;
- более массивное телосложение.

Несколько отличаются от остальных новокаледонцев жители островов Луайоте, у которых наблюдается незначительная примесь полинезийской расы.
По мнению других исследователей большинство антропологических признаков новокаледонского типа вполне укладывается в диапазон изменчивости признаков остальных меланезоидов, причём распространение некоторых особенностей у канаков не подтверждается статистически, поэтому аборигены Новой Каледонии, вероятнее всего, не образуют антропологически обособленной группы. Похожие выводы сделаны и в отношении собственно меланезийского, негритосского и папуасского антропологических типов. Исходя из этого делается вывод о том, что выделение новокаледонского антропологического варианта, как и выделение остальных вариантов меланезийской расы, следует считать крайне условным.
Сходство новокаледонцев с тасманийцами и австралийскими аборигенами интерпретируется некоторыми исследователями как близкое генетическое родство данных этнических общностей. Имеются версии о том, что у коренного населения Новой Каледонии, Тасмании и Австралии некогда были общие предки. Более того, выдвигаются версии о том, что тасманийцы и австралийцы могли произойти от переселенцев с Новой Каледонии (существует гипотеза заселения Тасмании по островам, расположенным восточнее Австралии, в том числе и по островам Новой Каледонии). Между тем археологические данные, согласно которым Новая Каледония была заселена сравнительно поздно, и генетические исследования указывают на более вероятное конвергентное развитие схожих антропологических признаков тасманийцев, австралоидов и новокаледонцев. Возможно, также, что на появление некоторых особенностей новокаледонцев могла оказать метисация с представителями полинезийской расы.
В современной западной антропологии расы в целом рассматриваются как неподходящие для отражения биологической изменчивости человека. В 2023 году Национальные академии наук, инженерии и медицины США отказались от использования рас при генетических исследованиях.